# Gerald Heidegger

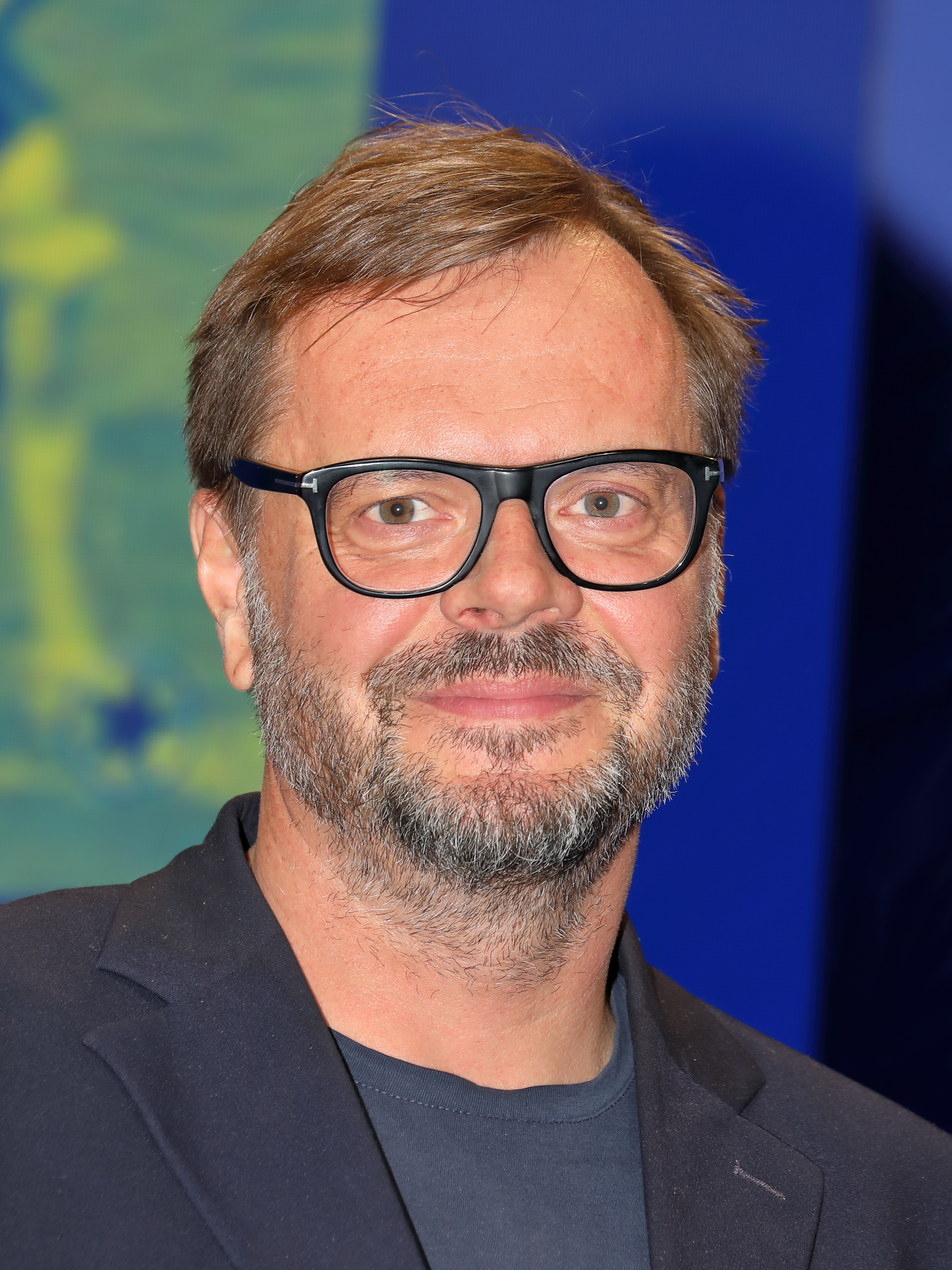
Gerald Heidegger (2024)

Gerald Heidegger (* 16. November 1969 in Wien) ist ein österreichischer Journalist. Von 1999 bis Ende 2022 war er Chefredakteur der Internet-Nachrichtenseite des Österreichischen Rundfunks mit ORF.at.

## Leben
Gerald Heidegger wuchs in Wien-Mauer auf und besuchte von 1980 bis 1988 das Goethegymnasium Astgasse, Wien 14, das er mit der Matura abschloss. Heidegger studierte Vergleichende Literaturwissenschaft, Anglistik und Amerikanistik an der Universität Wien und an der Université de Bourgogne in Dijon. Nach dem Abschluss des Studiums 1994 war Heidegger Junior Fellow des Internationalen Forschungsinstituts Kulturwissenschaften (IFK) Wien. Seit dieser Zeit arbeitete er auch an der Betreuung und Konzeption zahlreicher Ausstellungen mit, darunter die Oberösterreichische Landesausstellung 1996 (Vom Ruf zum Nachruf, Schloss Mondsee).
Ab Herbst 1994 schrieb er eine Doktorarbeit über den Einfluss Montaignes auf die Anthropologiedebatten um 1800 in Deutschland am Institut für Neuere Deutsche Philologie an der Julius-Maximilians-Universität Würzburg.
Seit 1997 ist Heidegger redaktioneller Mitarbeiter bei der Nachrichtenseite des Österreichischen Rundfunks. Er wurde im Mai 1999 zum Chefredakteur von ORF Online bestellt. Beim ORF seit dem verantwortlich für die Umsetzung zahlreicher Webprojekte, darunter die ORF.at News App oder das ORF-Playerprojekt „Topos“ sowie zahlreiche Sonderkanäle zu Wahlen, darunter „Being President“, „Ballhausplatz 2“ und „ORF.at Wahlstimmen“.
Gerald Heidegger ist Verantwortlicher der neuen ORF-Digitalplattform ORF Topos, die Ende November 2022 gestartet ist. 
Er unterrichtete u. a. Medienlinguistik an der Universität Innsbruck und veröffentlicht Beiträge zur Geschichte der Medien u. a. in der F.A.Z. und in telepolis.
Im Frühjahr 2024 erschien seine Kulturgeschichte „Österreicher bist du erst in Jesolo. Eine Identitätssuche“ beim Wiener Verlag Bahoe Books. Im Frühsommer 2025 erscheint sein Buch „Ein Fiebertraum über La Spezia. Wagner, Freud und das Vorspiel zur Psychoanalyse“, ebenfalls bei Bahoee Books. Heidegger ist seit Mai 2025 Leiter des Ressorts Zeitgeschehen/Zeitgeschichte in der ORF-Wissenschaftsabteilung.